# 肥东站
肥东站位于中国安徽省合肥市肥东县店埠镇，是宁蓉线合宁段和合杭高速铁路的车站之一，为客货运三等站。肥东站在2008年4月18日合宁铁路通车首天因车站设备没有到位而未啟用，后于5月1日正式启用。2012年车站在合肥南环线建设期间规模增加至2台6线，其中中间4条为正线。当时车站每日接发95对列车，其中有29趟列车办理客运业务。
因应商杭客运专线建设，肥东站自2017年4月16日起暂停办理客运业务，开展站房等相关设施的改造工程。在改建过程中，施工单位拆除原有的两座侧式站台、部分到发线及车站货场并新建两座岛式站台。道岔施工于2019年12月11日完成，所有改造工程则于2020年3月底完工，同年6月28日随商杭客运专线通车而重新办理客运业务。2023年10月11日，因铁路部门拟结合沪渝蓉高铁（北沿江高铁）实施肥东站南站房和南广场建设，肥东站再次停办客运业务。

## 车站结构
肥东站目前使用的站房于2007年投入使用，候车室面积987.3平米，能同时容纳800人候车。

### 站场
肥东站为2台8线布置，设有2座中间站台。沪汉蓉正线位于内侧，商合杭正线外包站场。车站设有4个邻站，除至柘皋区间使用CTCS-3外其余全部使用C2信号模式，因此商杭客运专线本线列车在经过本站进出合肥枢纽时需切换信号模式。
| 站房     | 售票处、候车室                      |
| 正线     | 合杭高速铁路 下行列车               |
| 1站台    | 合杭高速铁路 往杭州东方向（柘皋站） |
| 岛式站台 |                                     |
| 2站台    | 宁蓉铁路 往南京南方向（巢北站）     |
| 正线     | 宁蓉铁路 上行列车                   |
| 正线     | 宁蓉铁路 下行列车                   |
| 3站台    | 宁蓉铁路 往成都东方向（合肥南站）   |
| 岛式站台 |                                     |
| 4站台    | 合杭高速铁路 往商丘方向（合肥站）   |
| 正线     | 合杭高速铁路 上行列车               |